# Molekulare Biodiversitätsforschung
Molekulare Biodiversitätsforschung bezeichnet einen Forschungsansatz, bei dem die Biodiversitätsforschung um die Methoden der Molekularbiologie erweitert wird.

## Forschungsgegenstand und Methoden
Die Biodiversität umfasst nach der klassischen Definition drei Ebenen: Die oberste Ebene bildet die Biotopvielfalt, die mittlere Ebene die klassische Artenvielfalt, auf der tiefsten Ebene wird die Genetische Variation, auch innerhalb von Arten betrachtet. Die molekulare Biodiversitätsforschung umfasst in erster Linie die Erforschung der genetischen Vielfalt. Zunehmend gewinnen aber molekulare Methoden auch auf der Ebene der Arten selbst an Bedeutung. Diese beruhte früher maßgeblich auf morphologischen Untersuchungsmethoden. Heute ist die Methodik des DNA Barcoding ein wichtiges Handwerkszeug zur Bestimmung von Arten, und damit auch der Artenvielfalt.
Die molekulare Biodiversitätsforschung beruht auf Methoden, die erst mit der Erfindung der Polymerase-Kettenreaktion seit den 1980er Jahren möglich geworden sind. Größere praktische Bedeutung erlangte sie erst seit ca. 2005 mit darauf beruhenden neuartigen Methoden wie „Next Generation Sequencing“. Diese ermöglichen es heute, auch direkt aus der Umwelt gewonnene Massenproben zu sequenzieren und auszuwerten. Parallel zur Entwicklung in der Genetik und Molekularbiologie wurde der Forschungsgegenstand der molekularen Biodiversitätsforschung mit der Entwicklung neuartiger Methoden erweitert. Neben die Untersuchung des Genoms, die immer noch die weitaus größte Bedeutung besitzt, ist diejenige der Proteine (Transkriptom, Proteom) und der darauf beruhenden Stoffwechsel-Wege, des sogenannten Metaboloms, getreten.
Neben dieser Bedeutung für die Grundlagenforschung und den Naturschutz spielt auch die angewandte Forschung eine Rolle. Das mit molekularen Methoden mögliche Screening auf (insbesondere Prokaryoten-)Arten mit ungewöhnlicher Lebensweise, auf ungewöhnliche Naturstoffe und Stoffwechselwege bildet eine wichtige Grundlage für Biotechnologie und Pharmakologie.

## Forschung in den deutschsprachigen Ländern
Molekulare Biodiversitätsforschung wird heute an zahlreichen Universitäten und Forschungseinrichtungen betrieben, oft als Methodenerweiterung und Ergänzung neben der „klassischen“ Biodiversitätsforschung an Instituten für Ökologie, Evolutionsbiologie oder Systematik. Beispiele sind das ZFMK Zentrum für Molekulare Biodiversitätsforschung am Museum Koenig und der Universität Bonn oder das Grunelius-Möllgaard-Labor für molekulare Evolutionsforschung am Senckenberg Forschungsinstitut und der Universität Frankfurt am Main.